# Kiril Rakarov
Kiril Manolov Rakarov (bolgárul: Кирил Манолов Ракаров, Pavlikeni, 1932. május 24. – 2006. augusztus 25.) olimpiai bronzérmes bolgár válogatott labdarúgó, edző.
A bolgár válogatott tagjaként részt vett az 1962-es világbajnokságon, illetve az 1956. és az 1960. évi nyári olimpiai játékokon.

## Sikerei, díjai
CSZKA Szofija
- Bolgár bajnok (11):  1951, 1952, 1954, 1955, 1956, 1957, 1958, 1958–59, 1959–60, 1960–61, 1961–062
- Bolgár kupa (4): 1951, 1954, 1955, 1961

Bulgária
- Olimpiai bronzérmes (1): 1956